# 安須 (市原市)
安須（あず）は、千葉県市原市の大字である。郵便番号は290-0253。

## 概要
市原市中央部の三和地区西側にある。水田と台地からなり、境界部分は樹木で覆われているが、かつては樹木はなく崖となっていた。

## 地理
北は浅井小向と相川、東は山田、西と南は高坂と接している。

## 歴史

### 地名の由来
アズとは東国方言で崖の意。

### 沿革
1653年 - 伊丹勝重が父康勝の領地を引き継いだ中に含まれ、以降幕末まで伊丹領となっていた。

## 世帯数と人口
2022年4月1日現在の世帯数と人口は以下の通りである。
| 町丁字 | 世帯数 | 人口  |
| ------ | ------ | ----- |
| 安須   | 71世帯 | 168人 |

## 通学区域
市立小学校・市立中学校及び県立高等学校の通学区域は以下の通りである。
| 町丁字 | 番地 | 小学校               | 中学校             | 高等学校 |
| ------ | ---- | -------------------- | ------------------ | -------- |
| 安須   | 一部 | 市原市立海上小学校   | 市原市立三和中学校 | 第9学区  |
| 安須   | 一部 | 市原市立光風台小学校 | 市原市立双葉中学校 | 第9学区  |

## 施設
- 市原市役所経済部農林業振興課
- 安須公民館

## 交通

### 鉄道
駅はなし。

### バス
最寄りのバス停は、あずの里いちはら。
- 五07系統（五井駅東口 - あずの里いちはら）※2017年4月1日の改正で当バス停始発は廃止になった[9]。

### 道路
県道や国道は通ってない。